# Cyrtosia aglota
Cyrtosia aglota är en tvåvingeart som beskrevs av Seguy 1930. Cyrtosia aglota ingår i släktet Cyrtosia och familjen svävflugor. Inga underarter finns listade i Catalogue of Life.